# 海丰红宫、红场旧址
海丰红宫、红场旧址位于中国广东省汕尾市海丰县海城镇人民南路，1961年被列为第一批全国重点文物保护单位。
红宫原为海丰县学宫（文庙），坐西北朝东南，有棂星门、泮池、戟门、大成殿等建筑。1927年10月彭湃在海丰发动武装暴动，11月18日～21日在学宫内召开了海丰县工农兵代表大会，宣布海丰县苏维埃政府成，并将学宫改称为红宫。红场位于红宫东侧，原为东仓埔，1927年12月1日在此举行海丰县人民庆祝县苏维埃政府成立大会，并将此地命名为红场。
- 棂星门
- 泮池和大成门
- 大成门
- 大成门和大成殿侧面
- 大成殿侧面
- 红场大门
- 红场
- 红场内的彭湃铜像